# Дупа Деал (Дамбовица)
Дупа Деал (рум. După Deal) насеље је у Румунији у округу Дамбовица у општини Пиетрари. Oпштина се налази на надморској висини од 505 m.

## Становништво
Према подацима из 2002. године у насељу је живело 178 становника, од којих су сви румунске националности.